# Cătămărești, Botoșani
Cătămărești este un sat în comuna Mihai Eminescu din județul Botoșani, Moldova, România.
 Acest articol despre o localitate din județul Botoșani este deocamdată un ciot. Puteți ajuta Wikipedia prin completarea lui.